# Нор (Миннесота)
Нор (англ. Nore) — тауншип в округе Айтаска, Миннесота, США. На 2010 год его население составило 57 человек. Тауншип был назван в честь поселенцев из Норвегии Киттис и Сильвер Нор.

## География
По данным Бюро переписи населения США площадь тауншипа составляет 94,4 км², из которых 94,0 км² занимает суша, а 0,3 км² — вода (0,36 %).

## Население
В 2010 году на территории тауншипа проживали 57 человек (из них 47,4 % мужчин и 52,6 % женщин), насчитывалось 22 домашних хозяйства и 16 семей. На территории города было расположено 42 постройки со средней плотностью 0,44 построек на один квадратный километр суши. Расовый состав населения: белые — 89,5 %, коренных американцы — 8,8 %, две или более других рас — 1,8 %.
Население города по возрастному диапазону по данным переписи 2010 года распределилось следующим образом: 31,6 % — жители младше 21 года, 49,1 % — от 21 до 65 лет и 19,3 % — в возрасте 65 лет и старше. Средний возраст населения — 40,3 года. На каждые 100 женщин в Норе приходилось 90,0 мужчин, при этом на 100 совершеннолетних женщин приходилось 90,5 мужчин сопоставимого возраста.
Из 22 домашних хозяйств 72,7 % представляли собой семьи: 50,0 % совместно проживающих супружеских пар (13,6 % с детьми младше 18 лет); 13,6 % — женщины, проживающие без мужей, 9,1 % — мужчины, проживающие без жён. 27,3 % не имели семьи. В среднем домашнее хозяйство ведут 2,59 человека, а средний размер семьи — 3,00 человека. В одиночестве проживали 22,7 % населения, 18,2 % составляли одинокие пожилые люди (старше 65 лет).
В 2014 году из 63 человек старше 16 лет имели работу 40. Медианный доход на семью оценивался в 32 500 $, на домашнее хозяйство — в 51 250 $. Доход на душу населения — 14 852 $ в год.